# Шахтёр (женский футбольный клуб)
Женский футбольный клуб «Шахтёр» (укр. Жіночий футбольний клуб «Шахтар») — украинский женский профессиональный футбольный клуб из Донецка, основанный в июне 2021 года. С сезона 2021/22 года выступает в Первой лиге чемпионата Украины, втором дивизионе в системе женских футбольных лиг Украины. Домашние матчи проводит на стадионе «Арсенал-Арена» в с. Счастливое Киевской области.

## История
15 июня 2021 года руководство футбольного клуба «Шахтёр» (Донецк) объявило о создании женской команды. В соответствии со стратегическим планом развития женского футбола в Украине на 2020—2024 годы, утвержденным Исполкомом УАФ, клубы УПЛ должны иметь в своей структуре женские команды. 19 июня 2021 года на должность главного тренера женской команды был назначен Роман Заев, который будет готовить её для участия в дебютном сезоне 2021/22 в Первой лиге чемпионата Украины. 20 июня 2021 года началась работа по формированию состава и были подписаны первые игроки, которыми стали вратарь Мария Денищич и защитник Валерия Ольховская. 1 июля 2021 года команда в составе 16 полевых игроков и двух вратарей первые собралась на тренировочный сбор на базе Академии ФК «Шахтёр» в селе Счастливом Киевской области. Контракты с клубом подписали полузащитники Виктория Головач и Любовь Мохнач. 6 июля 2021 года на территории спорткомплекса «Святошин» женская команда «Шахтёра» провела первую открытую для представителей СМИ тренировку.
14 августа 2021 года в выездном матче против «Багиры» (Кропивницкий) ЖФК «Шахтёр» дебютировал в Первой лиге чемпионата Украины сезона 2021/21, добыв победу в первом официальном матче со счётом 5:0. Автором первого в истории гола в официальных поединках женской команды «Шахтёра» стала Алина Старухина, которая открыла счёт в матче на 6-й минуте.

## Стадион
После того как «Шахтёр» был принят в Первую лигу чемпионата Украины, свои домашние матчи проводит на стадионе «Арсенал-Арена» в с. Счастливое Киевской области, который вмещает 1 000 зрителей.

## Текущий состав
| 1  | Флаг Украины | Вр  | Мария Денищич       | 2000 |  |  |  |  |
| 23 | Флаг Украины | Вр  | Виктория Петровец   | 2003 |  |  |  |  |
|    |              |     |                     |      |  |  |  |  |
| 3  | Флаг Украины | Защ | Валерия Ольховская  | 1995 |  |  |  |  |
| 8  | Флаг Украины | Защ | Любовь Мохнач       | 1997 |  |  |  |  |
| 9  | Флаг Украины | Защ | Александра Кревская | 2002 |  |  |  |  |
| 18 | Флаг Украины | Защ | Анастасия Ильина    | 2001 |  |  |  |  |
| 22 | Флаг Украины | Защ | Мария Ковб          | 2001 |  |  |  |  |
|    |              |     |                     |      |  |  |  |  |
| 6  | Флаг Украины | ПЗ  | Диана Кравчук       | 2003 |  |  |  |  |
| 10 | Флаг Украины | ПЗ  | Виктория Головач    | 1997 |  |  |  |  |

| 13 | Флаг Украины | ПЗ  | Кристина Козуб    | 1999 |  |  |  |  |
| 14 | Флаг Украины | ПЗ  | Алина Старухина   | 2000 |  |  |  |  |
| 19 | Флаг Украины | ПЗ  | Елизавета Молодюк | 2004 |  |  |  |  |
| 21 | Флаг Украины | ПЗ  | Александра Янева  | 2005 |  |  |  |  |
|    |              |     |                   |      |  |  |  |  |
| 7  | Флаг Украины | Нап | Надежда Вегерич   | 2001 |  |  |  |  |
| 11 | Флаг Украины | Нап | Полина Янчук      | 2001 |  |  |  |  |
| 12 | Флаг Украины | Нап | Елена Манзюк      | 1999 |  |  |  |  |
| 17 | Флаг Украины | Нап | Светлана Когут    | 1997 |  |  |  |  |
| 20 | Флаг Молдовы | Нап | Вероника Кожухарь | 1998 |  |  |  |  |

## Тренерский штаб
| Должность       | Имя            |
| --------------- | -------------- |
| Главный тренер  | Роман Заев     |
| Тренер вратарей | Дмитрий Шутков |